# Brasão de armas do Chile

Brasão Nacional atual do Chile

Primeira versão do Brasão Nacional atual do Chile, 1834-1920

O Brasão de armas do Chile foi oficializado por lei de 26 de Junho de 1834, durante o governo do presidente José Joaquín Prieto, e seu desenho é original do artista britânico Carlos Wood Tailor.
É formado por um campo dividido em duas partes iguais: o superior de azul e o inferior gules. O escudo é sustentado por um condor e um huemul, que levam em suas cabeças uma coroa naval de ouro. O escudo está coroado por um penacho de três plumas, de cores vermelho, branco e azul, que se remonta a um símbolo de distinção que usavam no sombreiro dos Presidente da República do Chile. Debaixo, nos suportes, aparece uma faixa com o lema, em espanhol "POR LA RAZÓN O LA FUERZA", ou seja, Pela razão ou pela força.
O desenho de escudo, original do artista Britânico Charles C. Wood Taylor, é oficialmente definido pelo Decreto Supremo 1534 do Ministério do Interior, publicado em 12 de dezembro de 1967, sobre o uso de emblemas nacionais, que sistematizaram e reformularam diversas normas legais e regulamentos sobre o assunto.

## Primeiro Escudo Nacional

Primeiro Brasão Nacional do Chile, 1812-1814

O primeiro escudo foi criado em substituição do escudo Real Espanhol vigente na época. Foi criado no governo de José Miguel Carrera em 30 de Setembro de 1812, e foi colocado em um lenço, na fachada principal do Palácio de Governo.
De forma oval, no centro tinha uma coluna que representava a árvore da liberdade, e que sustentava um globo terrestre; sobre o globo, uma alabarda e uma palma cruzadas e sobre elas uma estrela. De pé junto à coluna, de um lado um homem e do outro uma mulher, ambos indígenas. Na parte superior, o lema em latim Post tenebras lux ("Depois da escuridão, a luz"), e na parte inferior, outro, também em latim, Aut consilliis aut ense ("Ou por conselho ou por espada").
Este escudo deixou de existir com o avanço do período conhecido como a Reconquista Espanhola.

## Escudo da Transição

Segundo Brasão Nacional do Chile, 1818-1834

Uma vez conquistada a independência do Chile, o governo de Bernardo O'Higgins se ocupou de criar um novo emblema, preservando atributos do escudo anterior, agregando alguns novos e eliminando outros, como os lemas latinos, a palma e a lança cruzadas e as duas figuras dos guerreiros indígenas.
O escudo da transição consistia de uma coluna do tipo jônica sobre um pedestal de mármore branco no centro de um campo azul escuro; sobre ela, o novo mundo americano; submontado um letreiro que diz Libertad e sobre este uma estrela de cinco pontas, representando a província de Santiago. Nos dois lados de a coluna, há duas estrelas iguais representando a província de Concepción e a província de Coquimbo. Rodeando o conjunto, dois ramos de louro, atados seus ramos com uma faixa tricolor. No circuito da faixa aparecia todo o armamento em ordem: cavalaria, infantaria, dragões, artilharia.